# Offensiva Bergmann
L'offensiva Bergmann (in russo Берхманнский прорыв?) fu il primo scontro fra truppe russe ed ottomane durante la Campagna del Caucaso.
Il generale Georgij Ėduardovič Berchman, comandante del I Corpo dell'Armata Russa del Caucaso, prese l'iniziativa subito dopo l'inizio delle ostilità ed il 2 novembre il I Corpo oltrepassò il confine puntando in direzione di Köprüköy. Sul suo fianco destro stava una brigata sotto il comando del generale Istomin, che era avanzata da Oltu nella direzione di Id. Sul fianco sinistro era una divisione di cosacchi sotto il comando del generale Baratov che, dopo aver attraversato il fiume Aras, si muoveva verso la vallata di Eleşkirt in direzione di Yuzveran.
Come risposta immediata ci fu una controffensiva generale da parte della Terza Armata Ottomana comandata da Hasan İzzet, mentre i due schieramenti erano entrati in contatto già il 6 novembre. Per effetto della manovra di aggiramento degli ottomani le forze russe si ritrovarono minacciate su due lati. Solamente il rapido arrivo di rinforzi russi riuscì a non comprometter la situazione. I combattimenti cessarono il 29 novembre. Le perdite russe ammontavano a circa il 40% delle forze coinvolte ed il morale delle truppe era basso. Al contrario il morale dei turchi era alto. Il successo ottenuto in questo primo scontro incoraggiò Ismail Enver a pianificare la grande offensiva invernale, che avrebbe condotto alla disastrosa battaglia di Sarıkamış.